# Старий Сопот
Старий Сопот (пол. Stary Sopot) — село в Польщі, у гміні Стара Блотниця Білобжезького повіту Мазовецького воєводства.
Населення — 96 осіб (2011).
У 1975-1998 роках село належало до Радомського воєводства.

## Демографія
Демографічна структура станом на 31 березня 2011 року:
|          | Загалом | Допрацездатний вік | Працездатний вік | Постпрацездатний вік |
| -------- | ------- | ------------------ | ---------------- | -------------------- |
| Чоловіки | 42      | 10                 | 28               | 4                    |
| Жінки    | 54      | 9                  | 32               | 13                   |
| Разом    | 96      | 19                 | 60               | 17                   |